# I850
L'i850 (conosciuto anche con il nome in codice Tehama) è un chipset Intel presentato nel 2001 per supportare i Pentium 4 Northwood su socket 478.

## Caratteristiche tecniche

### Ultimo chipset per memorie RDRAM
L'i850 era il chipset, per così dire, "ufficiale", che Intel promuoveva per i suoi Pentium 4 Northwood e la sua peculiarità era quella di offrire il supporto dual channel alla memoria RAM RDRAM di Rambus, utilizzata dal produttore statunitense fin dai tempi del Pentium III Tualatin.
La memoria RDRAM, sulla carta, prometteva una banda passante di 3,2 GB/s, ma siccome le latenze di accesso erano sensibilmente più alte rispetto a quelle consentite da altri standard contemporanei come le tradizionali SDRAM, le prestazioni generali non erano significativamente differenti, a fronte di un costo di acquisto decisamente più impegnativo.
Quando la rivale storica di Intel, AMD, iniziò a sostenere le nuove memorie DDR che promettevano prestazioni doppie rispetto alle tradizionali SDRAM a costi paragonabili, il fallimento di Intel con le memorie RDRAM fu completo. Il pubblico aveva accolto le memorie DDR con grande entusiasmo e Intel fu costretta a mettere in commercio una versione minore dell'i850, chiamata i845 (o Brookdale) in grado di offrire supporto sia alle SDRAM PC133, sia alle DDR-266.

### Altre caratteristiche
A parte il diverso controller della memoria, l'i850 offriva tutte le altre caratteristiche contenute anche nell'i845 Brookdale; quindi era in grado di supportare le frequenze di BUS quad pumped a 400 MHz e 533 MHz oltre ad uno slot AGP 4x. A discrezione dei produttori di motherboard poteva essere abbinato al southbridge ICH2 o ICH4, la cui differenza principale risiedeva nel tipo di porte USB supportate. L'ICH2 offriva 4 porte USB 1.1 mentre l'ICH4 supportava fino a 6 porte USB 2.0. Per la connessione delle periferiche di archiviazione era presente l'ormai tradizionale controller per due canali PATA di tipo UltraATA 100, ma nessun supporto allo standard Serial ATA dato che non era ancora arrivato sul mercato. Lo standard audio integrato era quello AC '97 2.1 e la scheda di rete non era integrata ma supportata attraverso il BUS PCI.

## Il successore
L'i850 e la sua versione per PC economici i845, furono rimpiazzati da Intel nel corso del 2003 dai primi chipset in grado di supportare lo standard SATA, ovvero l'i875 (Canterwood) e l'i865 (Springdale). Tra le altre novità dei nuovi chipset, il BUS aumentato a 800 MHz e il supporto alla modalità RAID per gli hard disk.